# Schloss Mochental

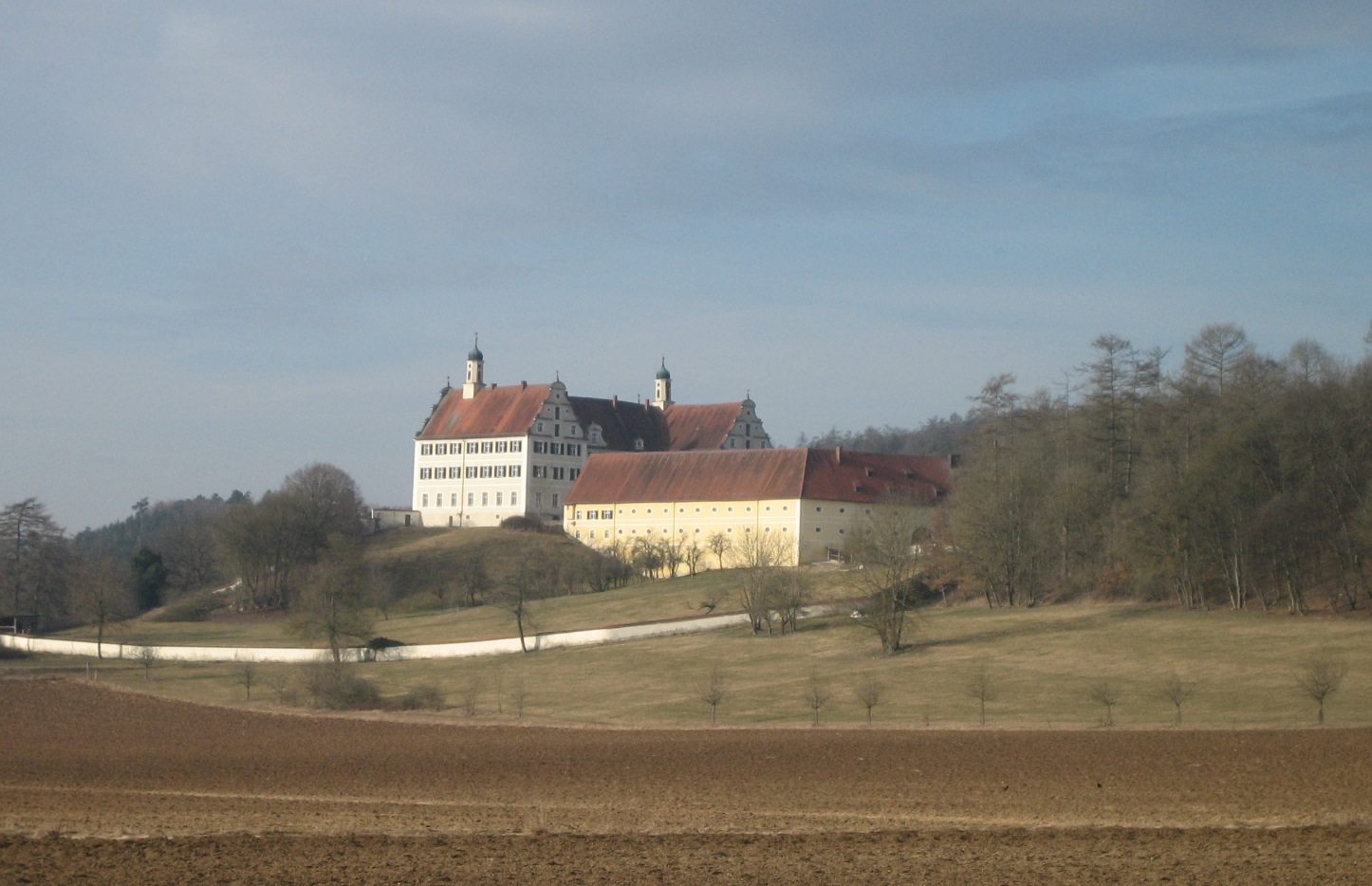
Schloss Mochental

Schloss Mochental ist ein Schloss im Renaissance-Stil nahe der Großen Kreisstadt Ehingen im Südosten Baden-Württembergs.
Das Schloss liegt oberhalb der Donau im Kirchener Tal rund acht Kilometer westlich von Ehingen am Südrand der Schwäbischen Alb. Dem dreiflügeligen Schloss angegliedert ist direkt unterhalb ein landwirtschaftliches Gut, das zusammen mit dem Schloss ein nahezu geschlossenes Geviert bildet.

## Geschichte

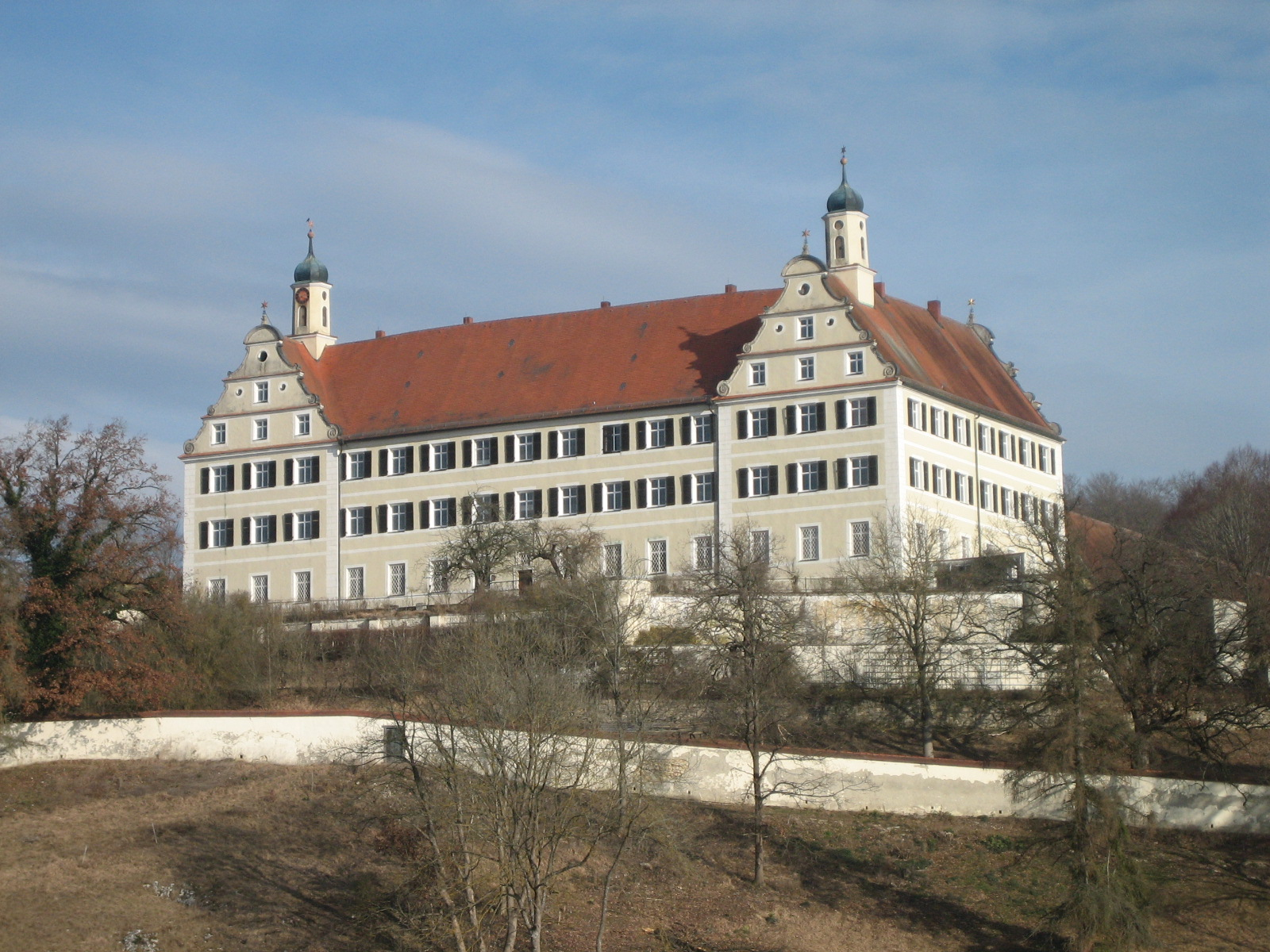
Schloss Mochental

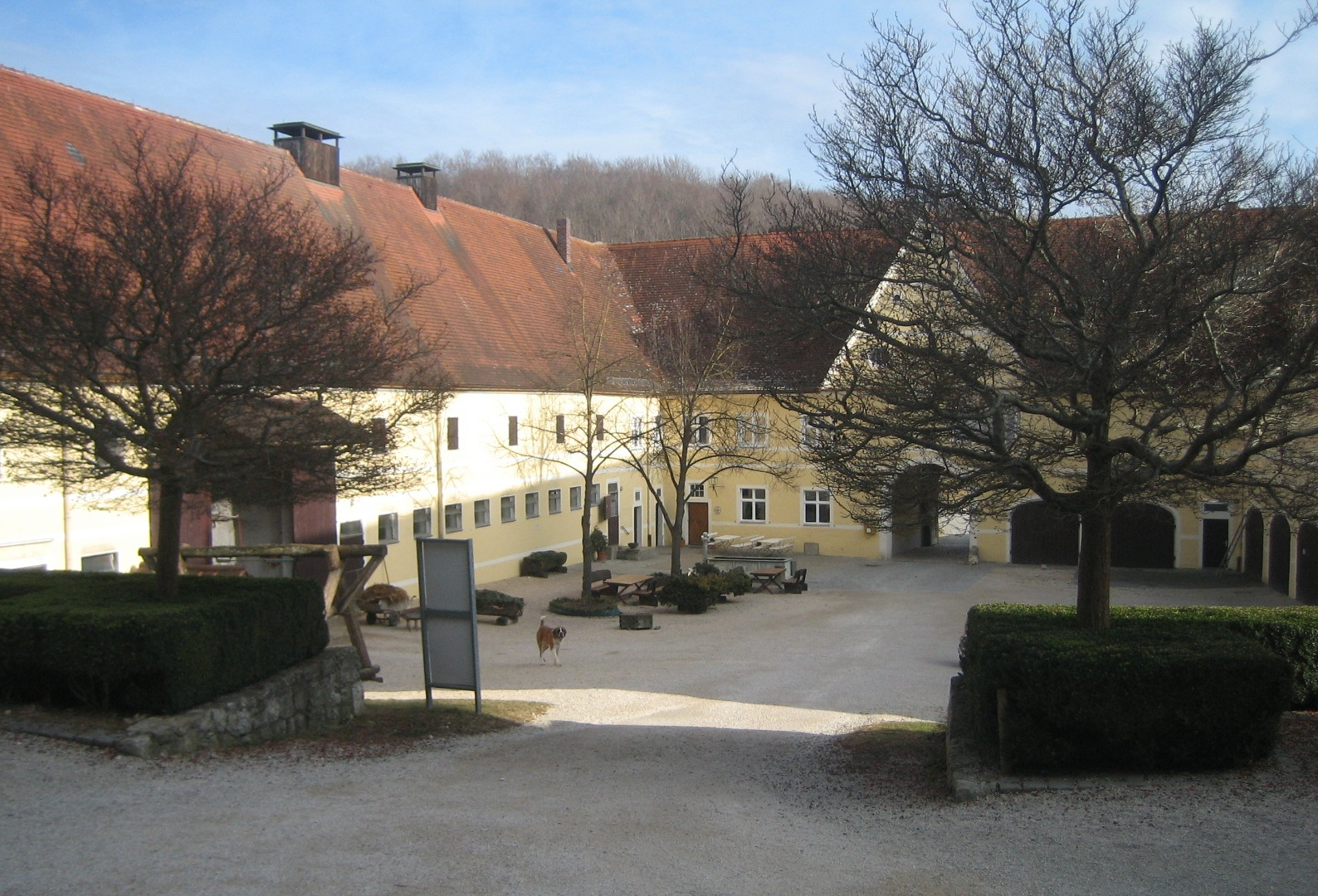
Hof

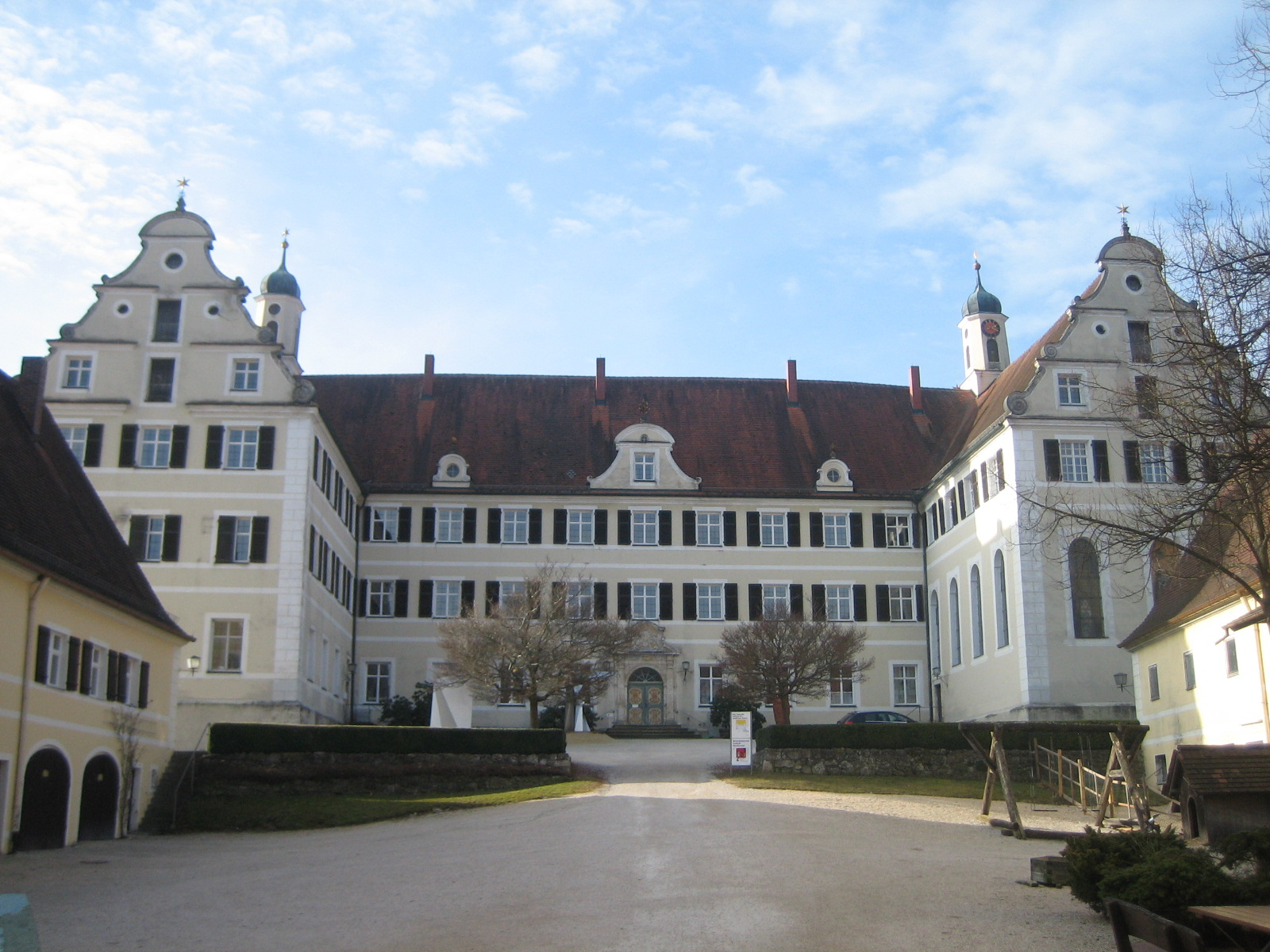
Nordseite

Um das Jahr 1000 errichteten die Grafen von Mochental die Burg Mochental sowie eine Kapelle. Diese wurde 1049 von Papst Leo IX. dem heiligen Nikolaus geweiht. 1192 schenkte Graf Ulrich I von Berg die Burg mit der Kapelle dem Kloster Zwiefalten. Mochental wurde dessen Propstei.
Von der Mitte des 16. Jahrhunderts bis in die Mitte des 17. Jahrhunderts wurden anstelle der zerfallenden Burg die Propstei und die Nikolaus-Kapelle mehrfach erneuert und ausgebaut. 1730 wurde das Hauptgebäude der Propstei bei einem Brand zerstört. In den folgenden drei Jahren erbauten die Brüder Joseph und Martin Schneider unter Abt Augustin das Schloss mit seinen 365 Fenstern in seiner heutigen Gestalt.
1734 bemalte der Kirchenmaler Franz Josef Spiegler die Kapelle mit Bildern aus dem Leben des heiligen Nikolaus.
1737 malte der Riedlinger Maler Joseph Ignaz Wegscheider im Hubertussaal ein orientalisches Festmahl.
Im Rahmen der Säkularisation fiel das Kloster Zwiefalten und damit Mochental am 25. November 1802 an das Herzogtum und spätere Königreich Württemberg. 1816 starb der letzte Abt Zwiefaltens auf Schloss Mochental.
Zwischen 1822 und 1976 wurde das Schloss in verschiedener Hinsicht genutzt. Es diente als Forstamt, als Unterkunft für Arbeitsdienst, anschließend als Verwaltungssitz der französischen Militärregierung und später als Internatsschule. Nach einer privat finanzierten Innenrenovation wurde 1985 die Kunstgalerie Schloss Mochental eröffnet, die von dem Kurator und art-Karlsruhe-Gründer Ewald Karl Schrade geleitet wird.

## Heutige Verwendung
In den Räumlichkeiten des Schlosses werden wechselnde Ausstellungen der klassischen Moderne und Gegenwart gezeigt. In der Nikolauskapelle und im Hubertussaal finden Konzerte und Lesungen statt. Seit 1985 sind in einem Besenmuseum Besen aus aller Welt ausgestellt.